# Gereformeerde kerk (Middelstum)
De Gereformeerde kerk van Middelstum (ook Hoeksteenkerk) is oorspronkelijk een grote zaalkerk in eclectische trant in het Groningse dorp Middelstum. Later werd een dwarsarm toegevoegd. De kerk werd in 2001 aangewezen als rijksmonument.
De kerk werd gebouwd in 1869-70 naar een ontwerp van de architect A. Schotanus. Het was het tweede kerkgebouw voor de Afscheiding in Middelstum, een eerder gebouw uit 1840 was te klein gebleken. Opmerkelijk is dat de kerk midden in het dorp staat, op de dorpswierde. De dwarsarm werd in 1923 toegevoegd. 
De kerk is nog steeds in gebruik. De plaatselijke PKN-gemeente gebruikt het gebouw, afwisselend met de Hippolytuskerk.